# Euphorbia fauriei
Euphorbia fauriei là một loài thực vật có hoa trong họ Đại kích. Loài này được H.Lév. & Vaniot mô tả khoa học đầu tiên năm 1908.